# Губарев, Роман Николаевич
Гу́барев Рома́н Никола́евич (род. 14 октября 1978, Ставрополь) — Заслуженный мастер спорта России (2010) по спортивной радиопеленгации. Неоднократный призёр и победитель чемпионатов Европы, мира и России.

## Спортивные достижения
Родился в Ставрополе. Начал заниматься спортивной радиопеленгацией в 1988 году в возрасте 10 лет. Для достижения максимального результата активно занимается смежными видами спорта (спортивным ориентированием, рогейном).
В 1994 году по результатам отборочных соревнований был в первый раз включён в состав сборной команды России для участия в 7-м чемпионате мира. В первый день соревнований Роман начал счёт своим медалям — в составе команды (Роман Караченцев, Дмитрий Тимченко, Роман Губарев) была завоёвана первая медаль («бронзовая»). Во второй день на 3,5 МГц занял второе место.
В 1996 году на 11-м чемпионате Европы в Болгарии вместе со своими однокомандниками — Романом Караченцевым и Андреем Морозовым — была завоёвана первая золотая медаль.
На 8 чемпионате мира 1997 года завоевал одну золотую и две серебряные награды.
В 1998 году дебютировал в мужской категории и по итогам всероссийских отборочных соревнований занял второе место и прошел отбор в сборную команду России для участия в 9-м чемпионате мира. Команда России (состав: Шаршенов, Бактыбек Чынгышбаевич, Евгений Панченко и Губарев) заняла первое место на диапазоне 3,5 МГц, опередив на считанные секунды команду Чехии. На этом чемпионате Губарев завоевал ещё две серебряные медали.
В 2004 году окончил факультет физической культуры и спорта СКФУ.
На 16-м чемпионате мира, проходившем в Сербии (2012), завоевал 4 медали.

## Военная служба
С 1998 по 2008 год проходил военную службу по контракту в Спортивном клубе армии Северо-Кавказского военного округа г. Ставрополя. С 2009 по 2011 год служил в Ставропольском военном институте связи Ракетных войск (СВИС РВ).

## Награды и звания
13 октября 2010 года приказом министра спорта, туризма и молодёжной политики Губареву было присвоено почётное звание — Заслуженный мастер спорта России.
В 2001 году приказом командующего войсками Северо-Кавказского военного округа награждён знаком отличия «За службу на Кавказе».

## Семейное положение
Жена — Марина Губарева. Сыновья — Владислав и Всеволод.